# Municipalità distrettuale di King Cetshwayo
La municipalità distrettuale di King Cetshwayo (in inglese King Cetshwayo District Municipality), già municipalità distrettuale di uThungulu, è un distretto della provincia di KwaZulu-Natal e il suo codice di distretto è DC28.
La sede amministrativa e legislativa è la città di Richards Bay  e il suo territorio si estende su una superficie di 8.216 km².

## Geografia fisica

### Confini
La  municipalità distrettuale di King Cetshwayo confina a nord con quelle di Zululand, Umkhanyakude, a est con l'Oceano Indiano, a sud e a ovest con quella di iLembe e a ovest con quella di Umzinyathi.

### Suddivisione amministrativa
Il distretto è suddiviso in 6 municipalità locali:
- uMfolozi
- Nkandla
- uMhlathuze
- Ntambanana
- Umlalazi
- Mthonjaneni